# Терборг
Терборг (нід. Terborg) — місто в нідерландській провінції Гелдерланд. Входить до муніципалітету Ауде-Ейсселстрек.
Права міста отримало 1419 року. Патроном Терборга є святий Георгій, зображений на його гербі.
Мало статус окремого муніципалітету до 2005 року, коли муніципалітети Терборг і Гендрінген були об'єднані в єдиний муніципалітет Ауде-Ейсселстрек.

## Галерея

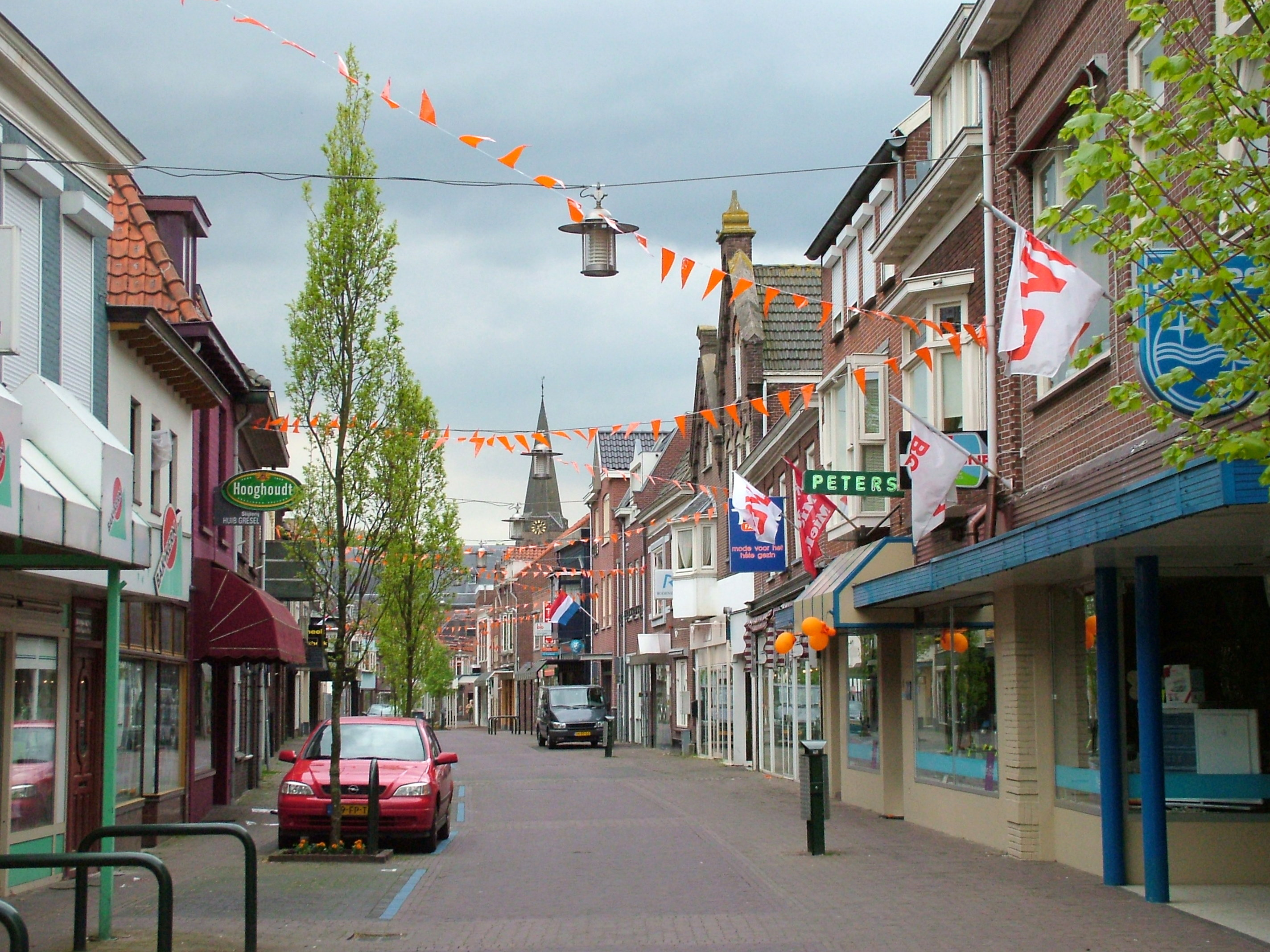
Центральна вулиця
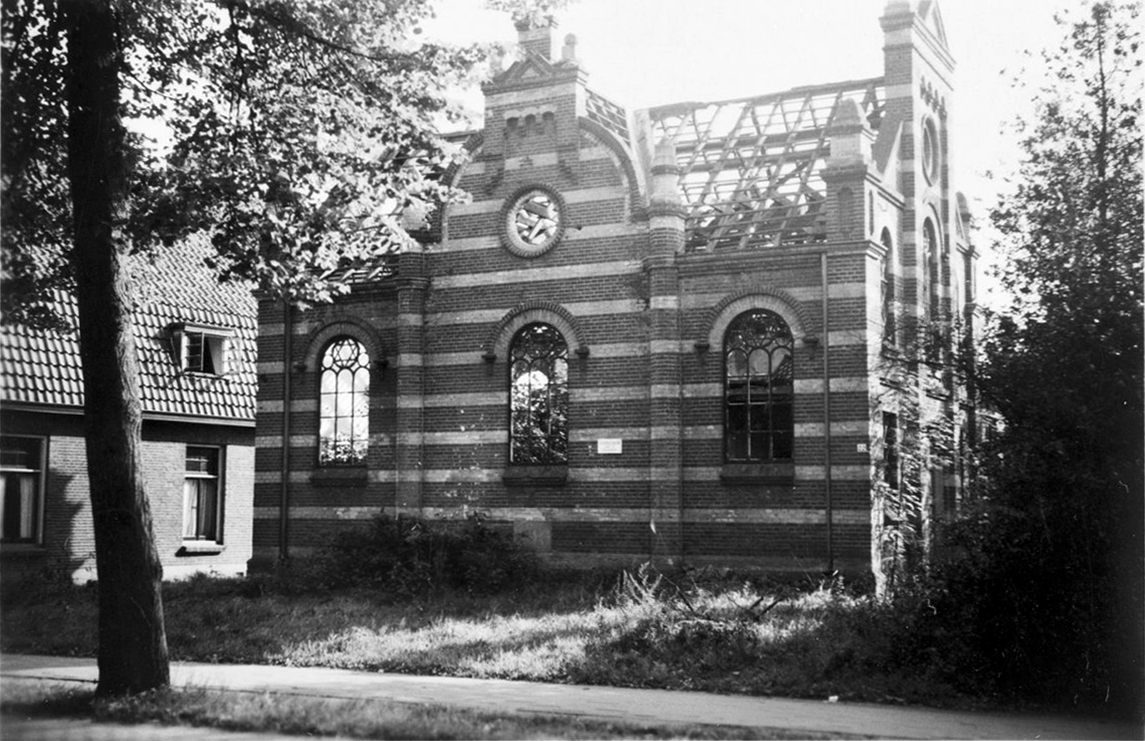
Міська синагога, 1957
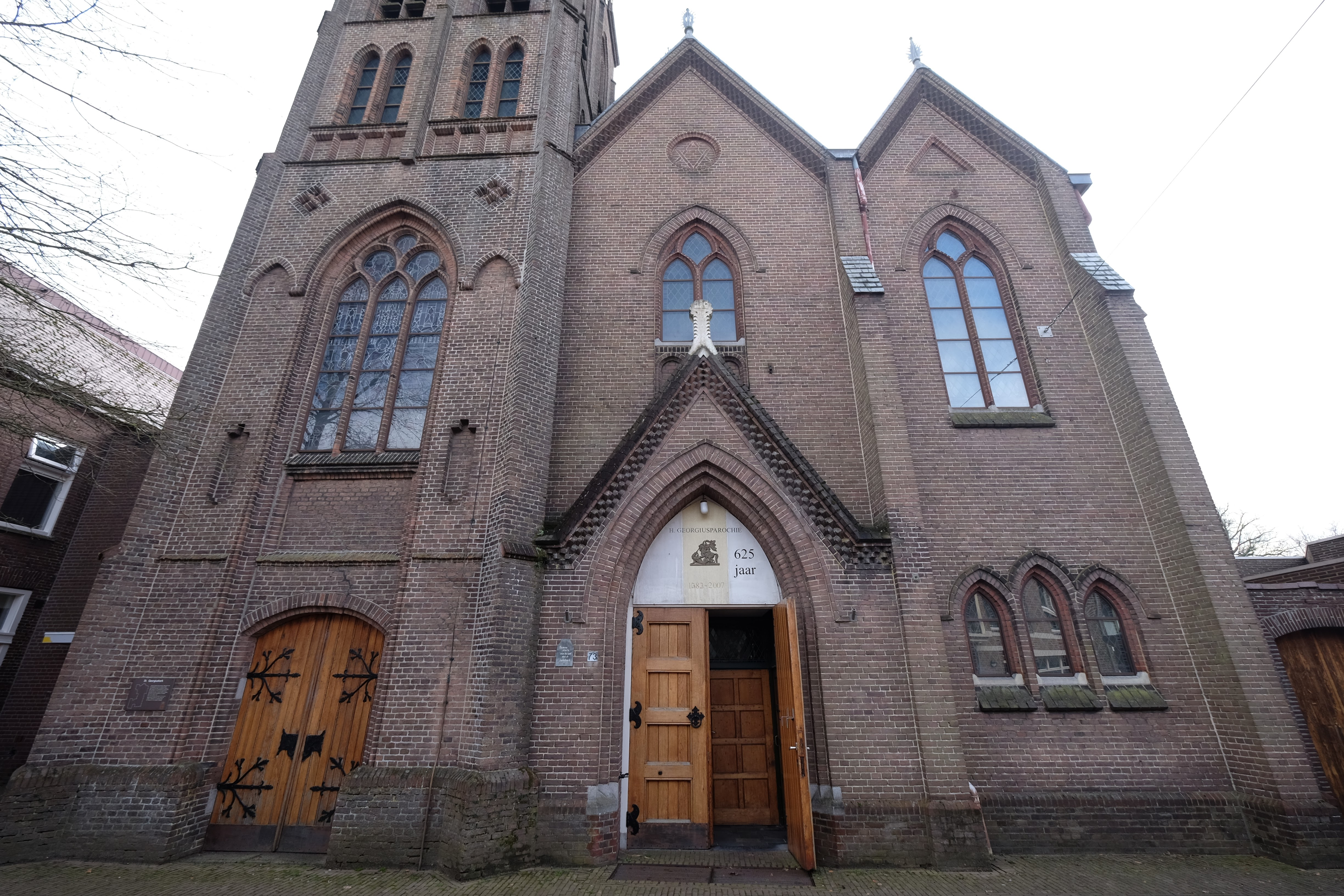
Церква у Терборзі